# Chad Michael Murray
Chad Michael Murray (Buffalo, 24 de agosto de 1981) é um ator, escritor e ex-modelo norte-americano. Ele é conhecido por interpretar Lucas Scott na série de drama adolescente One Tree Hill (2003-2009), fez Dawson's Creek e pelo veterano de guerra, Tristan Dugray em  Gilmore Girls, e agente Jack Thompson na série da Marvel/ABC Agente Carter, e também dos filmes Freaky Friday (2003), A Nova Cinderela (2004), e A Casa de Cera (2005). Em 2019 entra para Riverdale com o papel recorrente de Edgar Evernever.

## Biografia
Chad Michael Murray nasceu em Buffalo, Nova York, filho de Rex Murray, um controlador de tráfego aéreo, e foi abandonado por sua mãe quando tinha 7 anos. Seus problemas de abandono foram as principais razões pelas quais ele aceitou o papel de Lucas Scott. Ele tem quatro irmãos, uma irmã, um meio-irmão, uma irmã adotiva e um meio-irmão.
Murray estudou na Clarence High School em Clarence, Nova York. Ele se tornou um fã de literatura e estava fortemente envolvido com o futebol na escola.

## Carreira
Em 1999, o ator foi para Hollywood, onde iniciou sua carreira de modelo para clientes como Sketchers, Hilfiger e Gucci. Um anos depois ele conseguiu o papel de Tristin DuGray na série Gilmore Girls, sendo um personagem frequente na primeira temporada da série. Em 2001 Murray conseguiu o papel de Charlie Todd na série Dawson's Creek. Em 2003, ele fez sua estreia nos cinemas no longa-metragem da Walt Disney Pictures, Freaky Friday ao lado de Lindsay Lohan e Jamie Lee Curtis. O filme foi um grande sucesso de bilheteria, o que ajudou a impulsionar sua carreira. Mais tarde no mesmo ano, Murray ganhou o papel de Lucas Scott na bem sucedida série One Tree Hill, que rapidamente se tornou um dos maiores sucessos do canal The WB. A série também rendeu a Murray dois Teen Choice Awards, e ele entrou na lista dos "Homens mais Sexys da TV" da revista People. Em 2004, Murray estrelou a comédia romântica A Cinderella Story, com Hilary Duff, e filme foi um sucesso de bilheteria, e naquele mesmo ano, Murray apareceu na capa da revista Teen People.

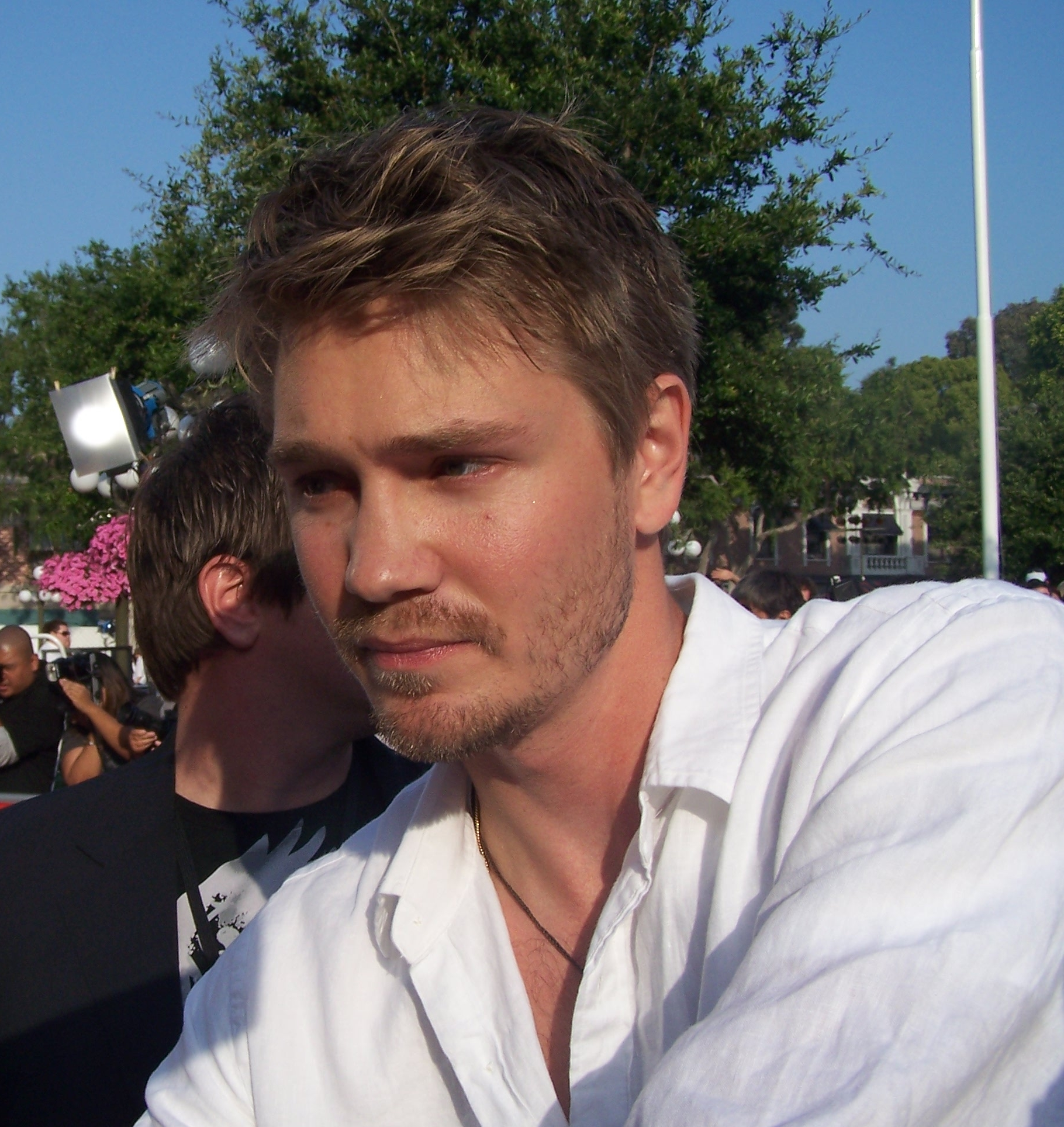
Murray em maio de 2007

Em 2005, Murray estrelou o filme de terror House of Wax, embora a maioria dos críticos de cinema tenham feito críticas negativas, o filme fez sucesso, e por ele Murray ganhou um Teen Choice Awards de "Melhor Ator de Filme: Ação / Aventura / Thriller". Em 2006  ele apareceu no drama sobre a guerra no Iraque, Home of the Brave, ao lado de Samuel L. Jackson e Jessica Biel.
Em maio de 2009, o canal CW anunciou que Murray não voltaria para a sétima temporada de One Tree Hill. Um vídeo de Murray foi gravado e divulgado, no qual ele dizia aos fãs que o canal não o queria de volta porque "queriam economizar dinheiro". No entanto, Mark Schwann, criador da série, disse em uma entrevista que lhe ofereceram "um ótimo negócio" para renovar o contrato, porém foi recusado. Além disso surgiu boatos na mídia de que ele e sua parceira de cena Hilarie Burton não se davam muito bem nos bastidores, a atriz também pediu para sair da série no final da sexta temporada.
Em 2010, Murray interpretou o par romântico da cantora Alicia Keys, em seu videoclipe "Un-Thinkable (I'm Ready)". No mesmo ano co-estrelou o filme natalino do canal ABC Family, Christmas Cupid, ao lado de Ashley Benson e Christina Milian.
Em 2011, Murray se lançou como escritor e publicou um romance, intitulado Everlast. No mesmo ano o canal CW anunciou que Chad voltaria para uma participação na última temporada de One Tree Hill. O episódio foi ao ar em 22 de fevereiro de 2012. Em 2013, Murray apareceu no longa Fruitvale Station, o filme ganhou dois prêmios importantes no Festival de Cinema de Sundance de 2013.[carece de fontes?] Em agosto de 2014, ele foi escalado para o papel de agente Jack Thompson da série da Marvel, Agent Carter, e retornou para a segunda temporada.
Em 2017, ele publicou seu segundo livro, American Drifter: An Exhilarating Tale of Love and Murder, que ele é co-escreveu com a atriz Heather Graham. O thriller romântico foi inspirado por um sonho. Em 2018 Chad entrou para o elenco do drama musical do canal Fox, Star.

## Vida Pessoal
Murray ficou noivo de sua parceira de cena em One Tree Hill, Sophia Bush, em maio de 2004, e eles se casaram em 16 de abril de 2005 em Santa Monica, Califórnia. Eles anunciaram sua separação em setembro de 2005, com apenas cinco meses de casamento. O divórcio foi oficializado em dezembro de 2006. Após sua separação de Bush, Murray começou a namorar Kenzie Dalton, um vice-campeã no concurso Miss North Carolina Teen USA de 2005, os dois se conheceram quando ela fez uma pequena participação em One Tree Hill. Ficaram noivos em abril de 2006, mas em agosto de 2013, eles terminaram, depois de de sete anos juntos.
Em 2014, Murray começou a namorar sua colega de elenco em Chosen, Sarah Roemer. Em janeiro de 2015, foi anunciado que ele e Roemer haviam se casado e estavam esperando seu primeiro filho. Eles anunciaram que Roemer deu à luz a um garoto em 31 de maio de 2015. Em novembro de 2016, eles anunciaram que estavam esperando uma menina, que nasceu em março de 2017.

## Filmografia
| 2001 | Murphy's Dozen            |                         | Para TV                          |      |                    |                      |              |
| 2001 | Aftermath                 | Sean                    | Creditado como Chad Murray       |      |                    |                      |              |
| 2001 | Magiddo: Código Omega     | David Alexander         | Aos 16 anos                      |      |                    |                      |              |
| 2003 | The Lone Ranger           | Luke Hartman            | Para TV                          |      |                    |                      |              |
| 2003 | Freaky Friday             | Jake                    |                                  |      |                    |                      |              |
| 2004 | A Cinderella Story        | Austin Ames             |                                  |      |                    |                      |              |
| 2005 | A Casa de Cera            | Nick Jones              |                                  |      |                    |                      |              |
| 2006 | A Volta dos Bravos        | Jordan Owens            |                                  |      |                    |                      |              |
| 2007 | Igual a Ti                | Julio Brant             |                                  |      |                    |                      |              |
| 2010 | Christmas Cupid           | Patrick                 | Para TV (ABC Family)             |      |                    |                      |              |
| 2010 | Lies In Plain Sight       | Ethan McAllister        |                                  |      |                    |                      |              |
| 2011 | The Haunting In Georgia   | Andy Wyrick             |                                  |      |                    |                      |              |
| 2011 | The Carrier               | Thatcher                |                                  |      |                    |                      |              |
| 2014 | Left Behind (2014)        | Cameron "Buck" Williams | Baseado no livro Left Behind     |      |                    |                      |              |
| 2015 | To Write Love on Her Arms | Jamie Tworkowski        | Filmado em 2011, lançado em 2015 |      |                    |                      |              |
| 2016 | Outlaws and Angels        | Henry                   |                                  |      |                    |                      |              |
| 2018 | The Beach House           | Brett Beauchamps        | Para TV (Hallmark)               |      |                    |                      |              |
| 2018 | Road to Christmas         | Danny Wise              | Para TV (Hallmark)               | 2021 | Para TV (Hallmark) | Toying With Holidays | Kevin Vaughn |
| 2021 | Fortress                  | Frederick Balzary       |                                  | 2021 | Para TV (Hallmark) |                      |              |

| Televisão | Televisão                      | Televisão        | Televisão                                  |
| Ano       | Título                         | Papel            | Notas                                      |
| --------- | ------------------------------ | ---------------- | ------------------------------------------ |
| 2000      | Undressed                      | Dan              | 1 episódio                                 |
| 2000      | Diagnosis Murder               | Ray Santucci     | 1 episódio                                 |
| 2000-2001 | Gilmore Girls                  | Tristan Dugray   | 11 episódios                               |
| 2001-2002 | Dawson's Creek                 | Charlie Todd     | 12 episódios                               |
| 2002      | CSI: Crime Scene Investigation | Tom Haviland     | 1 episódio                                 |
| 2003-2009 | One Tree Hill                  | Lucas Scott      | 131 episódios Participação na 9ª Temporada |
| 2013      | Southland                      | Dave Mendoza     | Episódios 1 e 2 da 5ª temporada            |
| 2013-2015 | Chosen                         | Jacob Orr        | 2 episódios                                |
| 2015-2016 | Agent Carter                   | Jack Thompson    | 2 temporadas                               |
| 2015      | Scream Queens                  | Brad Radwell     | Episódio 10 da 1ª temporada                |
| 2015      | Texas Rising                   | Mirabeau Lamar   | Minissérie                                 |
| 2017      | Sun Records                    | Sam Phillips     | 8 episódios                                |
| 2018      | Star                           | Xander McPherson | 3ª temporada                               |
| 2019      | Riverdale                      | Edgar Evernever  | 3ª temporada                               |